# Protelsonia bureschi
Protelsonia bureschi är en kräftdjursart som först beskrevs av Emil Racoviţă 1950.  Protelsonia bureschi ingår i släktet Protelsonia och familjen Stenasellidae. Inga underarter finns listade i Catalogue of Life.